# Jean de Thévenot
Jean de Thévenot (Parigi, 16 giugno 1633 – Mianeh, 28 novembre 1667) è stato un viaggiatore, naturalista e botanico francese, oltre che linguista, che scrisse in maniera estensiva sui suoi viaggi.

## Biografia
Nacque a Parigi e studiò al Collège de Navarre. Era nipote di Melchisédech Thévenot.
Concepì il desiderio di viaggiare dalla lettura di altri scritti di viaggio, e la sua ricchezza gli permise di soddisfare questo desiderio. Lasciando la Francia nel 1652, visitò l'Inghilterra, i Paesi Bassi, la Germania e l'Italia. A Roma incontrò Barthélemy d'Herbelot de Molainville, che lo invitò ad accompagnarlo in un viaggio verso il Levante. Dato che Herbelot venne arrestato, per questioni private, Thevenot salpò da Roma nel maggio 1655 e, dopo aver atteso invano cinque mesi a Malta, si mise in viaggio da solo verso Costantinopoli.
Rimase a Costantinopoli fino al mese di agosto, e poi procedette verso Smirne, le isole greche e infine per l'Egitto, approdando ad Alessandria il giorno di Capodanno del 1657. Rimase per un anno in Egitto, poi visitò il Sinai, e, al ritorno al Cairo è entrato in quaresima andò pellegrino a Gerusalemme. Visitò i luoghi principali del pellegrinaggio in Palestina, e quindi, prendendo due navi corsare, tornò a Damietta per mare, e di nuovo al Cairo in tempo per vedere l'apertura del canale sul Nilo (14 agosto 1658).
Nel gennaio 1659 salpò da Alessandria su una nave inglese, visitando Goletta e Tunisi (Tunisia) lungo la rotta, e, dopo un duro combattimento con alcuni corsari spagnoli, di tutti uno dei quali giunse a patti con un mercante inglese, raggiunto Livorno il 12 aprile. Quindi trascorse quattro anni in patria in studi propedeutici a nuovi viaggi.
Nel novembre 1663 navigò nuovamente verso l'Oriente, approdando a Sidone, da dove procedette via terra verso Damasco, Aleppo, e poi attraverso la Mesopotamia a Mosul, Baghdad e Mendeli.
Entrò in Persia il 27 agosto 1664, procedendo per Kermanshah, Hamadan e Isfahan, dove si fermò cinque mesi (da ottobre 1664 a febbraio 1665), e quindi, in compagnia del mercante Tavernier, procedette verso Shiraz, Lar giungendo a Bandar Abbas, nella speranza di trovare un passaggio per l'India. Ciò si rivelò difficile a causa dell'opposizione degli olandesi, e anche se Tavernier aveva la possibilità di procedere, Thevenot trovò prudente tornare a Shiraz. Dopo aver visitato le rovine di Persepoli, si recò a Bassora e salpò per l'India il 6 novembre 1665, sulla nave "Hopewell," in arrivo al porto di Surat il 10 gennaio 1666.
Rimase nell'impero Moghul in India per tredici mesi, attraversando il paese da Golconda a Machilipatnam, tornando via terra a Surat, da dove salpò per Bandar Abbas per giungere a Shiraz. Trascorse l'estate del 1667 a Isfahan, a seguito delle conseguenze di un accidentale colpo di pistola, e in ottobre partì per Tabriz, ma morì lungo la strada per Miyana il 28 novembre 1667.
Thevenot era un poliglotta, abile nel turco, arabo e persiano, e un curioso e diligente osservatore. Era anche molto qualificato in scienze naturali e soprattutto in botanica di cui fece ampie collezioni in India.
Il resoconto del suo primo viaggio fu pubblicato a Parigi nel 1665, sotto il titolo Relation d'un voyage fait au Levant. Esso costituiva la prima parte del trattato Voyages. La licenza era datata dicembre 1663 e la prefazione mostrava che Thevenot l'aveva preparata per la pubblicazione prima del suo secondo viaggio. Tra le altre cose, fu uno dei viaggiatori europei che inserirono una storia sulle origini dei documenti medioevali arabi, l'Achtiname di Maometto, il quale sosteneva che il profeta Maometto aveva personalmente confermato una concessione di protezione e altri privilegi ai monaci del Monastero di Santa Caterina sul Monte Sinai
La seconda e terza parte del Voyages venne pubblicata postuma dai suoi diari nel 1674 e 1684 (in quarto). Un'edizione completa comparve a Parigi nel 1689, ed una seconda in duodecimo ad Amsterdam nel 1727 (5 volumi). Vi era anche una precedente edizione in inglese di A. Lovell (in folio, London, 1687).